# 1514 год
1514 (ты́сяча пятьсо́т четы́рнадцатый) год  по юлианскому календарю — невисокосный год, начинающийся в воскресенье. Это 1514 год нашей эры, 4‑й год 2‑го десятилетия XVI века 2‑го тысячелетия, 5‑й год 1510‑х годов. Он закончился 511 лет назад.
| Пн | Вт | Ср | Чт | Пт | Сб | Вс |
|    |    |    |    |    |    | 1  |
| 2  | 3  | 4  | 5  | 6  | 7  | 8  |
| 9  | 10 | 11 | 12 | 13 | 14 | 15 |
| 16 | 17 | 18 | 19 | 20 | 21 | 22 |
| 23 | 24 | 25 | 26 | 27 | 28 | 29 |
| 30 | 31 |    |    |    |    |    |

| Пн | Вт | Ср | Чт | Пт | Сб | Вс |
|    |    | 1  | 2  | 3  | 4  | 5  |
| 6  | 7  | 8  | 9  | 10 | 11 | 12 |
| 13 | 14 | 15 | 16 | 17 | 18 | 19 |
| 20 | 21 | 22 | 23 | 24 | 25 | 26 |
| 27 | 28 |    |    |    |    |    |

| Пн | Вт | Ср | Чт | Пт | Сб | Вс |
|    |    | 1  | 2  | 3  | 4  | 5  |
| 6  | 7  | 8  | 9  | 10 | 11 | 12 |
| 13 | 14 | 15 | 16 | 17 | 18 | 19 |
| 20 | 21 | 22 | 23 | 24 | 25 | 26 |
| 27 | 28 | 29 | 30 | 31 |    |    |

| Пн | Вт | Ср | Чт | Пт | Сб | Вс |
|    |    |    |    |    | 1  | 2  |
| 3  | 4  | 5  | 6  | 7  | 8  | 9  |
| 10 | 11 | 12 | 13 | 14 | 15 | 16 |
| 17 | 18 | 19 | 20 | 21 | 22 | 23 |
| 24 | 25 | 26 | 27 | 28 | 29 | 30 |

| Пн | Вт | Ср | Чт | Пт | Сб | Вс |
| 1  | 2  | 3  | 4  | 5  | 6  | 7  |
| 8  | 9  | 10 | 11 | 12 | 13 | 14 |
| 15 | 16 | 17 | 18 | 19 | 20 | 21 |
| 22 | 23 | 24 | 25 | 26 | 27 | 28 |
| 29 | 30 | 31 |    |    |    |    |

| Пн | Вт | Ср | Чт | Пт | Сб | Вс |
|    |    |    | 1  | 2  | 3  | 4  |
| 5  | 6  | 7  | 8  | 9  | 10 | 11 |
| 12 | 13 | 14 | 15 | 16 | 17 | 18 |
| 19 | 20 | 21 | 22 | 23 | 24 | 25 |
| 26 | 27 | 28 | 29 | 30 |    |    |

| Пн | Вт | Ср | Чт | Пт | Сб | Вс |
|    |    |    |    |    | 1  | 2  |
| 3  | 4  | 5  | 6  | 7  | 8  | 9  |
| 10 | 11 | 12 | 13 | 14 | 15 | 16 |
| 17 | 18 | 19 | 20 | 21 | 22 | 23 |
| 24 | 25 | 26 | 27 | 28 | 29 | 30 |
| 31 |    |    |    |    |    |    |

| Пн | Вт | Ср | Чт | Пт | Сб | Вс |
|    | 1  | 2  | 3  | 4  | 5  | 6  |
| 7  | 8  | 9  | 10 | 11 | 12 | 13 |
| 14 | 15 | 16 | 17 | 18 | 19 | 20 |
| 21 | 22 | 23 | 24 | 25 | 26 | 27 |
| 28 | 29 | 30 | 31 |    |    |    |

| Пн | Вт | Ср | Чт | Пт | Сб | Вс |
|    |    |    |    | 1  | 2  | 3  |
| 4  | 5  | 6  | 7  | 8  | 9  | 10 |
| 11 | 12 | 13 | 14 | 15 | 16 | 17 |
| 18 | 19 | 20 | 21 | 22 | 23 | 24 |
| 25 | 26 | 27 | 28 | 29 | 30 |    |

| Пн | Вт | Ср | Чт | Пт | Сб | Вс |
|    |    |    |    |    |    | 1  |
| 2  | 3  | 4  | 5  | 6  | 7  | 8  |
| 9  | 10 | 11 | 12 | 13 | 14 | 15 |
| 16 | 17 | 18 | 19 | 20 | 21 | 22 |
| 23 | 24 | 25 | 26 | 27 | 28 | 29 |
| 30 | 31 |    |    |    |    |    |

| Пн | Вт | Ср | Чт | Пт | Сб | Вс |
|    |    | 1  | 2  | 3  | 4  | 5  |
| 6  | 7  | 8  | 9  | 10 | 11 | 12 |
| 13 | 14 | 15 | 16 | 17 | 18 | 19 |
| 20 | 21 | 22 | 23 | 24 | 25 | 26 |
| 27 | 28 | 29 | 30 |    |    |    |

| Пн | Вт | Ср | Чт | Пт | Сб | Вс |
|    |    |    |    | 1  | 2  | 3  |
| 4  | 5  | 6  | 7  | 8  | 9  | 10 |
| 11 | 12 | 13 | 14 | 15 | 16 | 17 |
| 18 | 19 | 20 | 21 | 22 | 23 | 24 |
| 25 | 26 | 27 | 28 | 29 | 30 | 31 |

## События
- 1493—1593 — Столетняя хорватско-османская война. Серия вооружённых конфликтов между Королевством Хорватия и Османской империей[1].
- 1505—1517 — Португало-египетская война. Военный конфликт между Мамлюкским Египтом и колониалистской Португалией за господство в Индийском океане[2].
- 1507—1622 — Португало-персидская война. Ряд вооружённых конфликтов между колониалистской Португалией и вассальным Ормузом, с одной стороны, и Сефевидской империей, поддерживаемой англичанами, с другой[3].
- 1508—1516 — Война Камбрейской лиги[4].
- 1510—1528 — война между Сефевидами и Шейбанидами. Серия конфликтов между узбекской династией Шейбанидов, которые основали Бухарское ханство, и Сефевидским государством[5].
- 1511—1641 — Малайско-португальская война. Вооружённый конфликт XVI-XVII веков, в котором Малаккский султанат при поддержке империи Мин, Голландской Ост-Индской компании (с 1607) и Джохора безуспешно сопротивлялся Португальской империи, стремившейся захватить Малакку и установить контроль над торговлей между Индией и Китаем[6].
- 1512—1517 — V Латеранский собор. Церковная реформа[7].
- 1514—1516 — начался Ногайско-астраханский конфликт между Астраханским ханством и улусом Шейх-Мухаммеда[8].
- 1514—1555 — Турецко-персидская война[9].
  - 1514—1515 — покорение турками Восточной Армении, Курдистана и Северной Месопотамии до Мосула включительно.
  - 23 августа — победа при Чалдыране турецкого войска во главе с Селимом, располагавшего сильной артиллерией, над армией Сефевидов под руководством Исмаила I. Селим захватил Тебриз и вывез оттуда огромную добычу, в том числе 1000 лучших иранских мастеров[10].
- 1514—1517 — началась война Саксонская вражда[11].
- Восстание Дьёрдя Дожи. Антифеодальное восстание крестьянства в Венгрии, начатое как крестовый поход против турок[12].
- Коннетаблем Франции становится Шарль де Бурбон.
- Антифеодальное восстание крестьян и горожан в Вюртемберге (Юго-Зап. Германия), руководимое тайным союзом «Бедный Конрад». Жестоко подавлено.
- Менгли I Гирей, после присоединения Смоленска к Русскому государству, обеспокоенный резким усилением последнего, троекратно подтвердил военно-политический союз с ВКЛ[13].

## Русское государство
Правление: 1505—1533 — Василий III Иванович
- 02 февраля — Василий III принимает посла императора Священной Римской империи Максимилиана I Габсбурга  — Георга фон Шнитценпаумера и заключает с Империей мир и военно-политический союз о сотрудничестве и военной помощи. Стороны подписали договор о признании прав России на украинские и белорусские земли и прав Империи на земли, отторгнутые Польшей[14].  
  - В предварительном договоре 1514 года с императором Максимилианом I Габсбургом  Василий III Иванович официально назван — «кесарем» («keiser»)[15].
  - Обмен посольствами с императором Священной Римской империи. Великий князь посылает вместе с послом для ратификации договора своего посла Дмитрия Фёдоровича Ласкирева[15].
- Русско-литовская война (1512—1522)[16].
  - Март — Василий III принимает решение о начале третьего похода на Смоленск[14].
  - 30 мая — третий поход русских войск на Смоленск. Передовой полк Государя выдвигается в Дорогобуж-Смоленский[14].
  - 08 июня — Великий князь в сопровождении своих братьев Юрия Дмитровского и Семёна Калужского отправляются к Смоленску. В Москве для её охраны остаётся Андрей Иванович Старицкий[14].
  - Великий князь приказывает поставить напротив города 300 пушек и пищалей. Взятие города после трёхмесячной осады. Присоединение Смоленска к Русскому государству[14].
  - После присоединения Смоленска, в состав Русского государства входит Ельня[17].
  - Епископ Варсонофий, князья, бояре, мещане и чёрные люди Смоленска выходят к Василию III и просят его "отменить свою опалу .... и видеть им его очи"[14].
  - 01 августа  — Василий III назначает Василия Васильевича Немого-Шуйского своим наместников в Смоленске[14].
  - Август — к Василию III выезжает Михаил Мстиславский со многими людьми из Кричева и Дубровны и бьёт челом о принятии и его на русскую службу. Великий князь изъявляет своё согласие и утверждает за ним отчину  — Мстиславль[14].
  - Начало осени — Василий III посылает Михаила Львовича Глинского с войском охранять Смоленск и другие города Смоленского княжества от польского короля Сигизмунда I. Однако Глинский изменяет Василию и ссылаясь на то, что так и не получил в волость ранее обещанный ему Смоленск, начинает переговоры с польским королём. Василий посылает за ним своих воевод. Пленённого Глинского отправляют в оковах в Москву и заточают в тюрьму (до февраля 1527 года)[14][18].
  - 8 сентября — Сражение под Оршей между ВКЛ и Русским государством, победа литовского войска[14].
  - 10 сентября —  Василий III после поражения под Оршей отправляется в Москву[14].
  - Епископ Варсонофий, узнав об поражении под Оршей, изменяет великому князю и посылает к польскому королю Сигизмунду I послов, предлагая открыть ворота литовскому войску[14].
  - Эти изменнические планы епископа становятся известны Василию Немому-Шуйскому., который арестовывает епископа и отправляет в Москву на суд Государю. Не зная об этом Константин Остророжский приходит к Смоленску, рассчитывая на измену Варсонофия, но терпит поражение от войск русских войск[14].
  - Конец года — Василий III устраивает суд над епископом Варсонофием и ссылает его в московский Чудов монастырь, а затем на Кубенское озеро, в Спасо-Каменный-Преображенский монастырь[14].
- 1514—1515 — Василий III Иванович предоставил материальную помощь посланникам Афонского монастыря[15].
- Русско-ганзейский договор устанавливал 10-летнее перемирие и вводил обоюдовыгодные условия торговли между Новгородом и Ганзейскими городами, ганзейсы обязались не оказывать поддержку ВКЛ[15].
- Пожалованы окольничеством: Захарьин Василий Яковлевич, Захарьин Михаил Юрьевич, Китаев Дмитрий Васильевич, Ляцкой Иван Васильевич[19].
- Пожалованы боярством: Пронский Юрий Дмитриевич (ум. 1523). Ростовский Александр Андреевич Хохолков (ум. 1530), Пронский Иван Дмитриевич (ум. 1523), Кутузов Фёдор Юрьевич Щука (ум. 1531), Белёвский Иван Васильевич (ум. 1523), Воронцов Михаил Семёнович, Микулинский Иван Андреевич Луговица (ум. 1525)[19].
- На службу великому князю выехали родоначальники дворянских родов: Губаревы и Хомяковы[20].

### Города и поселения
- 1514—1520 — итальянскими мастерами начата постройка каменного Тульского кремля (см. 1508 год)[21].
- По указанию Василия III Ивановича заложено более 10 каменных только храмов в Москве[15].

## Начало правления
См.также: Список глав государств в 1514 году
- 1514—1521 — Джанибек, хан Астраханского ханства[22].

## Родились

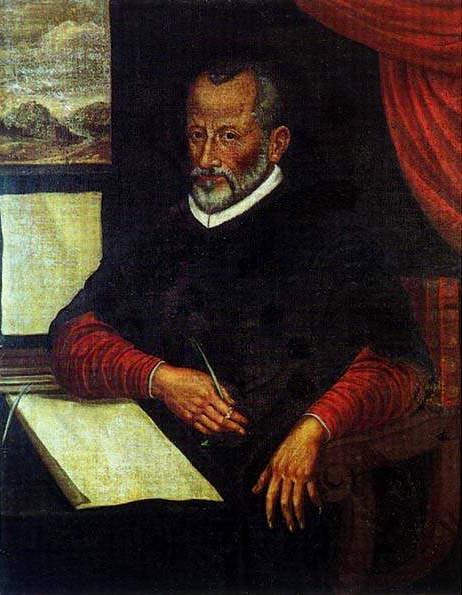
Портрет Палестрины

См. также: Категория:Родившиеся в 1514 году
- Везалий, Андреас — врач и анатом, лейб-медик Карла V, потом Филиппа II. Младший современник Парацельса, основоположник научной анатомии.
- Палестрина, Джованни Пьерлуиджи — итальянский композитор, один из крупнейших полифонистов своего времени.
- Ретик, Георг Иоахим фон — немецкий математик и астроном. Более всего известен под именем Ретик (или Ретикус) как единственный ученик Николая Коперника, оказавший значительное содействие в публикации его главного труда.
- Тахмасп I — Шах Ирана, второй шах династии Сефевидов. Старший сын Исмаила I, основателя династии Сефевидов.

## Скончались

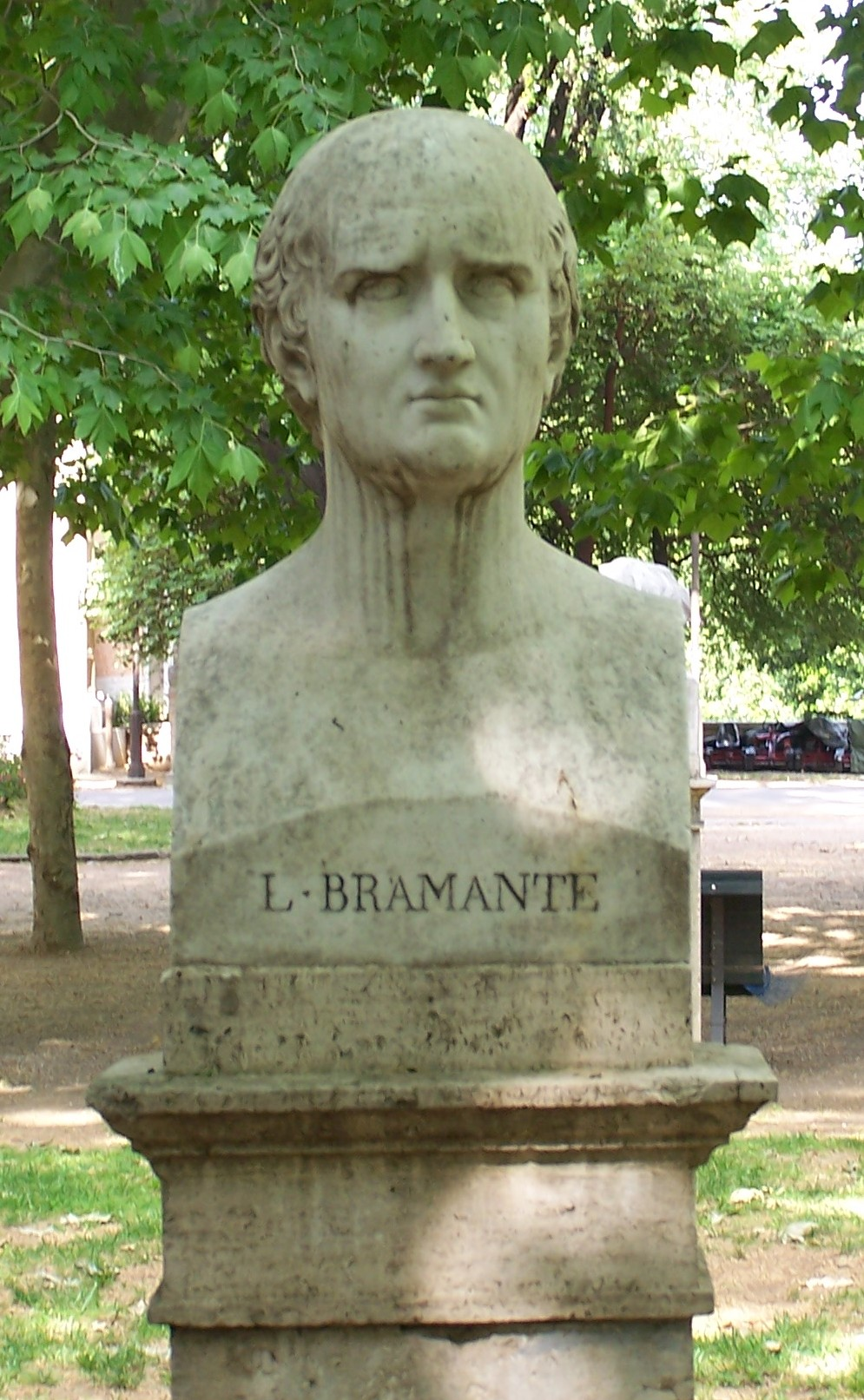
Памятник Донато Браманте

См. также: Категория:Умершие в 1514 году
- Абреу, Антониу ди — португальский мореплаватель и штурман XVI века. Возглавлял первую экспедицию европейцев за специями[23], направленную на достижение Тимора и островов Банда, в 1512 году.
- Анна Бранденбургская (1487—1514) — принцесса бранденбургская и в замужестве герцогиня Шлезвиг-Гольштейн-Готторпская.
- Анна Бретонская — правящая герцогиня Бретани, графиня Нанта и де Ришмон (Ричмонда), графиня де Монфор-Л’Амори и д’Этамп (9 сентября 1488), дама де Гудан и де Нофль (9 сентября 1488), виконтесса Лиможская, королева Франции, королева Неаполя. Жена двух сменивших друг друга королей Франции: Карла VIII и Людовика XII. Самая популярная из правителей Бретани и самая богатая женщина в Европе своего времени.
- Дьердь Дожа — предводитель антифеодального крестьянского восстания в Венгрии, начатое как крестовый поход против турок.
- Донато Браманте — основоположник и крупнейший представитель архитектуры Высокого Возрождения. Его самой известной работой является главный храм западного христианства — базилика Святого Петра в Ватикане.
- Иродион Илоезерский — основатель Илоезерской пустыни, преподобный Русской церкви
- Шедель, Хартман — немецкий врач, гуманист и историк. Один из первых картографов, начавших использовать машинную печать.
- Абд аль-Керим — хан Астраханского ханства (1502-1514)[22].
- Браманте — итальянский архитектор, большинство его архитектурных проектов в Риме остались невоплощёнными.